# Gone, Baby, Gone (roman)
Pour le film américain réalisé par Ben Affleck en 2007, voir Gone Baby Gone.
Gone, Baby, Gone (titre original : Gone, Baby, Gone) est un roman policier de Dennis Lehane publié en 1998. C'est le quatrième titre mettant en scène le couple de détectives Patrick Kenzie et Angela Gennaro.
Le roman connaît une adaptation cinématographique réalisée par Ben Affleck en 2007.

## Résumé
À Boston, les détectives privés Patrick Kenzie et Angie Gennaro sont embauchés par une femme afin de faire la lumière sur la disparition de sa nièce, Amanda McCready, au centre d'une tempête médiatique. Les deux investigateurs acceptent de se charger de l'affaire, mais constatent les réticences de Lionel, l'oncle de la jeune fille. En cours d'enquête, ils comprennent rapidement que la mère d'Amanda, Hélène, au centre de tous les reportages sur la disparition de sa fille, est une femme instable et irresponsable. Au moment de la disparition d'Amanda, elle faisait la fête dans un bar miteux et avait laissé seule son enfant à la maison. Un tel comportement est d'ailleurs chez elle monnaie courante : pendant plusieurs heures, sur une plage, elle a déjà laissé sa fille sans surveillance, exposée à de graves coups de soleil. En outre, si, devant le public, Hélène plaide le retour de sa fille, elle semble en privé plus préoccupée par sa propre vie et des avantages possibles qu'une telle publicité peut lui valoir. Patrick Kenzie et Angie Gennaro découvrent aussi qu'Hélène et sa fille, avec un certain Skinny Ray, sont impliqués dans le vol de cent trente mille dollars en l'encontre de trafiquants de drogue dirigés par le caïd Cheese.
Avec les agents Remy Broussard et Nick Poole du Boston Police Department, Kenzie et Gennaro recherchent la somme d'argent disparue et la retrouvent sur les cadavres de deux hommes liés au vol et connus d'Hélène. Entre-temps, la police reçoit une demande de rançon : l'argent volé en échange de l'enfant doit être déposé dans les carrières Quincy. À la nuit, l'endroit est encerclé par la police. Kenzie, Gennaro, Broussard et Poole descendent dans la carrière. Avant qu'ils puissent discuter avec les ravisseurs, une fusillade éclate qui entraîne la mort des hommes de main de Cheese. Angie Gennaro trouve la poupée préférée d'Amanda dans l'eau, au fond de la carrière : on en conclut que la petite fille a probablement été noyée.
Quelques mois plus tard, Kenzie croise Hélène encore sous le choc de la mort d'Amanda. Il apprend ainsi que l'agent Broussard a rencontré Lionel, l'oncle, bien avant la disparition d'Amanda. Après avoir interrogé Lionel avec l'agent Ryerson du ministère de la Justice, Kenzie et Gennaro découvrent que l'enlèvement a été orchestré à la demande de Lionel afin de mettre Amanda à l'abri de la négligence d'Hélène. 
Sur les entrefaites, Broussard et Pasquale, un autre policier, déguisés en cambrioleurs, simulent un hold-up au bar où sont réunis Kenzie, Gennaro, Ryerson et l'oncle Lionel. Il est clair que ce dernier est la cible des deux policiers qui cherchent ainsi à mettre fin à l'enquête sur Amanda. Pendant la fusillade, Pasquale est tué ; l'oncle Lionel et l'agent Ryerson, grièvement blessés, tout comme Broussard qui s'enfuit à pied, mais que Kenzie rattrape. Le policier lui avoue avant de mourir qu'il fait partie d'une organisation secrète de policiers qui enlève des enfants maltraités pour les placer dans des foyers d'accueil. Broussard était de mèche avec Lionel pour enlever Amanda à la garde d'Hélène et assurer à l'enfant une bonne éducation. Pour protéger Amanda, le policier refuse de dénoncer ses collègues. Angie Gennero demande à Kenzie de ne pas aller plus loin. Elle insiste sur le fait qu'Amanda vit maintenant dans une bonne famille et qu'elle ne pourrait que pâtir d'un retour auprès de sa mère. Mais Kenzie refuse et révèle l'existence de l'organisation et le nom des coupables. Amanda retourne chez sa mère. Angie, déçue, quitte Patrick. Ce dernier, quelques mois plus tard,   rend visite à la petite Amanda qu'il trouve regardant la télé, alors qu'Hélène s'apprête à sortir seule et à la confier à un voisin : signe, qu'après tout, rien n'a changé.

## Adaptation
- 2007 : Gone Baby Gone, film américain réalisé par Ben Affleck, d'après le roman éponyme, avec Casey Affleck, Michelle Monaghan, Morgan Freeman, Ed Harris et Amy Ryan.